# Roca del Racó de l'Ós
La Roca del Racó de l'Ós és una muntanya de 1.344 metres que es troba al municipi de Baix Pallars, a la comarca del Pallars Sobirà.